# Patagonia (película de 2011)
Patagonia es una película dramática de 2011, coproducción de Reino Unido y Argentina, dirigida por el galés Marc Evans sobre galeses y argentinos vinculados por la "Y Wladfa", la colonia galesa en la Patagonia argentina. La película se exhibió en el Festival Internacional de Cine de Seattle el 10 de junio de 2010 y tuvo su estreno comercial en Cardiff, Gales, el 4 de marzo de 2011.
Fue seleccionada como la representante del Reino Unido a la Mejor Película Extranjera a la 84.ª ceremonia de los Premios Óscar, pero no llegó a la lista final.
Fue filmada en Argentina y en Gales y estuvo protagonizada por actores galeses como Matthew Rhys, Nia Roberts y la cantante Duffy, y también por actores argentinos.

## Argumento
Gwen y Rhys son una pareja de habla galesa que vive en Cardiff, donde Rhys trabaja como fotógrafo y Gwen se emplea como un intérprete histórico en un centro cultural local. Gwen es también una aspirante a actriz y aunque ella asiste periódicamente a audiciones, aún no ha sido contratada para alguna obra teatral. La incapacidad de la pareja para concebir un niño ha causado una creciente tensión entre ellos. Con la esperanza de revitalizar su relación, la pareja decide viajar juntos hasta el sur de Argentina, donde Rhys ha sido el encargado de fotografiar a las históricas capillas galesas en la Patagonia, un vasto paisaje azotado por el viento, que era un destino para los inmigrantes galeses a fines del siglo XIX y comienzos del XX. Una vez allí, son atendidos por su guía local galés-argentino, Mateo.
Mientras tanto, una mujer galesa-argentina anciana llamada Cerys está planeando un viaje a Gales para descubrir la granja donde su madre vivía antes de emigrar a la Patagonia durante los años 1920. Ella decide llevar a su joven vecino agorafóbico Alejandro para ayudarlo. Ya en Gales, Alejandro se enamora de una chica local, Sissy.

## Elenco principal
- Matthew Gravelle como Rhys.
- Nia Roberts como Gwen.
- Matthew Rhys como Mateo.
- Marta Lubos como Cerys.
- Nahuel Pérez Biscayart  como Alejandro.
- Duffy como Sissy.
- Marco Antonio Caponi como Diego.
- Rhys Parry Jones como Martín.
- Dora Levars como Mercedes.
- Gabriela Ferrero como Eleonara.
- Marcin Kwaśny como Marc.
- Radosław Kaim como Kris.

## Preproducción
Matthew Rhys se enteró del papel en circunstancias inusuales. En 2005, él estaba de viaje en la Patagonia a caballo con los descendientes de los colonos galeses originales de la región, realizando el recorrido de los Rifleros del Chubut. Allí, se cruzó en el camino con Marc Evans, quien estaba explorando las ubicaciones de la película.

## Recepción
Después de una proyección en el Festival de Cine de Mill Valley de 2010, Dennis Harvey de Variety dijo: «Patagonia combina dos narraciones paralelas conectadas sólo por una anomalía histórica.... Mientras que sus partes separadas pueden no sumar bastante, se complementan entre sí muy agradablemente». También señaló que muestra disparates de paisajes, «uno con colinas verdes exuberantes y otra rica en todos del desierto», formando «un bonito contraste de textura». Sura Wood de The Hollywood Reporter, lo llamó «un road movie intermitentemente desviado, cuya alternancia entre historias paralelas crece tedioso a lo largo de sus dos horas de duración»; Patagonia «es algo redimido por una magnífica cinematografía de lugares lejanos que a menudo no se ven en las películas, y con buenas actuaciones de su elenco».
The Independent la describió como «dos road movies por el precio de uno, mostrando las historias paralelas de los peregrinos en la búsqueda de la identidad»; la película «está maravillosamente filmada por Robbie Ryan (Fish Tank)» y «muestra una sensibilidad lírica tanto a los paisajes del desierto de la Patagonia y de las remotas colinas de lluvia acristalada de Gales», y «la inverosimilitud de su conexión antigua se convierten más bien en movimiento».